# Julio Molina Cabral
Julio César Molina Cabral (Chivilcoy, Buenos Aires, Argentina; 20 de junio de 1916-Buenos Aires; 8 de noviembre de 1992) fue un cantante y músico folklórico, actor, artista plástico y arquitecto argentino. Es considerado como uno de los referentes más importantes de la música folclórica argentina con temas como 7 de abril, Río Manso, Pato Siriri y Zamba de mi esperanza, entre muchas otras.

## Carrera
Nacido en una antigua casona, ubicada sobre la calle Hipólito Yrigoyen, entre las arterias, La Madrid y Balcarce, en Chivilcoy, provincia de Buenos Aires. Su abuelo fue uno de los fundadores de su ciudad natal. Su padre, Julio Molina Fredes, había sido pianista, y seguramente de él, heredó su profunda vocación por el arte, las genuinas expresiones criollas y el noble tradicionalismo.
Cursa estudios de arquitectura, y esa su vocación por la pintura, lo lleva bien pronto a convertirse en un retratista que paulatinamente gana prestigio, permitiéndole la venta de sus telas, costearse su carrera. Termina sus estudios de arquitectura y no ejerce su profesión, aferrándose a sus pinceles, que procuran alimento espiritual a su naturaleza, fuertemente dotada. Diestro y apreciable dibujante y pintor, llevó a cabo, distintas exposiciones de sus obras como la muestra, en las salas del Museo Municipal de Artes Plásticas “Pompeo Boggio”, en 1982.
En 1940 se radica en una estancia de Catamarca, visitando paulatinamente otras provincias norteñas. De regreso a Buenos Aires, después de doce años pintando motivos de Catamarca, Tucumán, Santiago del Estero, Córdoba, etc., unos amigos deciden que Julio Molina Cabral debía actuar en público. Su debut profesional tiene lugar el 5 de agosto de 1954, en una emisora importante de Buenos Aires. Grabaciones y programas de televisión lo van consagrando como a uno de los genuinos artistas del folklore argentino.
Chacarera, vals, zamba y todo subgénero folclórico era posible para Cabral. Sus versiones de la 7 de abril y Río Manso fueron sucesos discográficos. Su inquietud lo ha llevado a crear las “Galas Folklóricas”, espectáculo en el que ofrece sus canciones teatralizadas y con el suntuoso marco de un ballet. Es ésta la antesala de la Gran Comedia Musical Folklórica, máxima aspiración de su vocación. Con todo éxito, sus Galas Folklóricas fueron aplaudidas en el Salón Auditórium, del Casino de Mar del Plata, y en el Teatro Astral, de Buenos Aires, durante varios meses.
Eximio músico del género folklórico fue dirigido en varias oportunidades por el guitarrista uruguayo Mario Núñez Iordi, y tuvo la oportunidad de compartir escenario y pantalla con grandes artistas como Edmundo Rivero, Carlitos Balá, Martín Hugo Lopez (del Dúo Cristina y Hugo), entre otros.
Intervino en cine en varias películas donde le permitió plasmar su talento en el género musical. Trabajó en La Tierra del Fuego se apaga (1955) con Ana María Lynch y Erno Crisa; Cosquín, amor y folklore (1965) junto a Elsa Daniel y Atilio Marinelli; y Tacuara y Chamorro, pichones de hombre (1967) con Rodolfo Di Nucci, Gabriel R. Avalos y Sandro.

## Filmografía
- 1967: Tacuara y Chamorro, pichones de hombre.[5]
- 1965: Cosquín, amor y folklore.
- 1955: La Tierra del Fuego se apaga.

## Televisión
- 1963: Escala musical.

## Discografía
- Julio Molina Cabral - Litoral de Gala
- Julio Molina Cabral - Poemas folkloricos
- Julio Molina Cabral - Musicoloreando folklore (1965)
- Grandes creaciones de Julio Molina Cabral (1965)
- Julio Molina Cabral y su Conjunto Folklórico (1960)
- Julio Molina Cabral canta al Litoral (1960)[6]

## Temas interpretados
- Angélica
- 7 de abril
- El mensú
- Norteña
- Río rebelde
- Huachitorito
- Vidala de la copla
- Camencha
- Sapo cancionero
- Única
- Añoranzas
- Camino del indio
- Zamba del grillo
- Alma guaraní
- Vasija de Barro
- El borrachito
- El jangadero
- Cien mujeres
- Pueblito de campaña
- Puente Pexoa
- La tempranera
- Collar de caracoles
- Remolinos
- Papeles muertos
- El cosechero
- Naranjitay
- Zamba de usted
- Ky- Chororo
- Río, Río
- Zamba de mi esperanza
- Pato Siriri
- Que bonita va
- Yo vi llorar a Dios
- Acuarela del Río
- Poema veinte
- Zambita del musiquero
- Romance isleño
- No quisiera quererte
- Golondrina gris
- Que mala suerte
- Mi serenata
- Gris otoñal
- El beso
- Yo quiero un pañuelo azul
- Canción enamorada
- Tu pueblo